# 那木斯蒙古族乡
那木斯蒙古族乡是中华人民共和国吉林省四平市双辽市下辖的一个民族乡。

## 行政区划
那木斯蒙古族乡下辖以下村级行政区划单位：
金宝村、建设村、双城村、跃进村、前进村、合力村、白市村、那木村、勿兰村和井岗村。